# أوزوالدو
أوزوالدو هو مسَلسل رسوم متحركة برازيلي أنشأه بيدرو إيبولي وأُنْتِجَ بالشراكة بين ستديو بيردو وسيمبيوسيس إنترتيمنت. عُرض لأول مرة على كرتون نيتورك البرازيلية في 11 أكتوبر 2017 وعلى كولتورا تي في بتاريخ 29 أكتوبر 2017. وفي الوطن العربي عُرض المسلسل مدبلجًا للغة العربية على قناة كرتون نيتورك مينا، ولاحقًا على كرتون نيتورك بالعربية في شهر أكتوبر 2020.

## القصة
يحكي مسلسل أوزوالدو عن حياة بطريق بنفس الاسم يبلغ من العمر 12 عامًا، ويواجه تحدٍ بالبقاء على قيد الحياة في المدرسة التي يدرس بها في الصف السادس. تتتبع السلسلة شخصية البطل وقدرته الكبيرة على تحويل أبسط المواقف في حياته اليومية إلى رحلات ملحمية. وتشكل غرائب أوزوالدو جزءًا من الحياة اليومية لعائلته وصديقيه اللذان يفهمان أن غرائبه هي التي تجعله مميزاً.
عُثِرَ على أوزوالدو على شاطئ عندما كان صغيرًا وتبنته عائلة بشرية تحب ألعاب الفيديو، البيتزا، آر بي جي ونكات الإنترنت. يقطن أوزوالدو في عائلة مكونة من أم طيبة إلا أنها متحكمة إلى حد ما وأب رياضي وبسيط لكنه صعب الفهم، إلا أنهما لا يفكران كثيرًا في جنون ابنهما الذي نشأ مثل أي طفل آخر، وطريقته الخرقاء والمتحمسة للغاية جعلته أقرب إلى صديقيه المقربَين لِيَا وتُوبَايَس، وهما طفلان غريبان كذلك مثل أوزوالدو. ليا البالغة من العمر 12 عامًا تحب ألعاب تقمص الأدوار والمنمنمات وألعاب الطاولة والرسوم المتحركة، وهذا ما رفع من توقعاتها خاصةً فيما يتعلق بدرجاتها.

## الأصوات العربية
- عماد فغالي - أوزوالدو.
- حسن مهدي - توبايس.
- ميرنا الحسيني - ليا.
- جمانة الزنجي - مولر.
- ندى الحاج.
- شربل أيوب.
- جورج دياب.
- فادي الرفاعي.

## الحلقات
| الموسم | الحلقات | الحلقات | الأصلي         | الأصلي        |
| الموسم | الحلقات | الحلقات | الأول          | الأخير        |
| ------ | ------- | ------- | -------------- | ------------- |
| 1      | 13      | 13      | 11 أكتوبر 2017 | 1 يناير 2018  |
| 2      | 13      | 13      | 3 يونيو 2019   | 26 أغسطس 2019 |
| 3      | سيُعلن   | سيُعلن   | 6 يناير 2020   | 18 مارس 2020  |

## روابط خارجية
- أوزوالدو على موقع IMDb (الإنجليزية)
- أوزوالدو على موقع كينوبويسك (الروسية)
- أوزوالدو على موقع قاعدة بيانات الفيلم (الإنجليزية)